# Puig d'en Prats
El Puig d'en Prats és una muntanya de 156 metres que es troba al municipi de Vilademuls, a la comarca del Pla de l'Estany.